# Killeagh
Killeagh (iriska: Cill Ia) är en ort i republiken Irland.   Den ligger i grevskapet County Cork och provinsen Munster, i den södra delen av landet, 200 km sydväst om huvudstaden Dublin. Killeagh ligger 19 meter över havet och antalet invånare är 721.
Terrängen runt Killeagh är lite kuperad.  Närmaste större samhälle är Youghal, 10,1 km öster om Killeagh. Trakten runt Killeagh består i huvudsak av gräsmarker.